# Petite Mosquée de Lhassa
Ne doit pas être confondu avec Grande Mosquée de Lhassa.
La Petite Mosquée de Lhassa (chinois simplifié : 拉萨清真小寺 ; chinois traditionnel : 拉薩清真小寺 ; pinyin : lāsà qīngzhēn xiǎosì), ou encore (绕赛巷清真寺, ràosàixiàng qīngzhēnsì) est une mosquée située dans le district de Chengguan, dans le centre urbain de la ville-préfecture de Lhassa, chef-lieu de la Région autonome du Tibet, en République populaire de Chine. 

## Histoire
La mosquée a été construite en 1920.